# Amitoză
În biologia celulară, amitoza reprezintă modul de diviziune directă a celulelor animale sau vegetale, fără apariția cromozomilor.
În acest tip de diviziune celulară, nucleul se divide în două sau mai multe părți egale ori diferite ca mărime, prin strangularea sau prin fragmentarea nucleului în doi sau mai mulți nuclei secundari.
Amitoza este larg răspândită în țesuturile diferențiate ale plantelor și animalelor, exemple: țesuturi endocrine, ficat, cartilaje, celulele din organele de înmulțire ale plantelor etc.
Diviziunea directă se realizează prin:
a. Fragmentare (clivare) - în urma unui perete despărțitor care împarte conținutul celulei în două celule fiice (de exemplu, la unele alge verzi , la celulele epidemale din bulbii de usturoi - Allium sativum, ect.);
b. Strangulare (gâtuire) - nucleul se alungește, se subțiază la mijloc și se fragmentează; concomitent celula se gâtuie și se împarte împreună cu cei doi nuclei în două celule fiice (de exemplu, la bacterii);
c. Înmugurire - mugurele crește, iar pendunculul de cromatină care îl leagă de nucleu se alungește până când se rupe și formează un nou nucleu; mugurele se poate desprinde sau rămâne atașat de celula mamă (de exemplu, la drojdia de bere - Saccharomyces cerevisiae).
Amitoza are urmatorele caracteristici:
1. Nu are loc formarea cromozomilor
2. Nu are loc formarea fusului de diviziune
3. Are loc multiplicarea nucleonilor
4. Membrana nucleară nu dispare
5. Se poate realiza prin strangulare sau înmugurire

Acest articol conține text din Dicționarul enciclopedic român (1962-1966), aflat acum în domeniul public.